# Liste der Bodendenkmale in Fichtenhöhe
In der Liste der Bodendenkmale in Fichtenhöhe sind alle Bodendenkmale der brandenburgischen Gemeinde Fichtenhöhe und ihrer Ortsteile aufgelistet. Grundlage ist die Veröffentlichung der Landesdenkmalliste mit dem Stand vom 31. Dezember 2020.
Die Baudenkmale sind in der Liste der Baudenkmale in Fichtenhöhe aufgeführt.

## Bodendenkmale
| Gemarkung              | Flur       | Kurzansprache | Bodendenkmalnummer | Bemerkung | Bild |
| ---------------------- | ---------- | --- | ------------------ | --------- | ---- |
| Alt Mahlisch (Lage)    | 2, 5       | Siedlung römische Kaiserzeit, Siedlung Steinzeit, Siedlung Eisenzeit, Siedlung slawisches Mittelalter, Einzelfund deutsches Mittelalter | 60189              |           |      |
| Alt Mahlisch (Lage)    | 2          | Siedlung Urgeschichte | 60190              |           |      |
| Alt Mahlisch (Lage)    | 1, 5, 6    | Dorfkern Neuzeit, Dorfkern deutsches Mittelalter                                                                                        | 60191              |           |      |
| Alt Mahlisch (Lage)    | 4          | Siedlung Urgeschichte | 60467              |           |      |
| Carzig (Lage)          | 1          | Dorfkern deutsches Mittelalter, Dorfkern Neuzeit                                                                                        | 60214              |           |      |
| Carzig (Lage)          | 1          | Siedlung slawisches Mittelalter, Schlachtfeld Neuzeit                                                                                   | 60215              |           |      |
| Carzig (Lage)          | 1          | Schlachtfeld Neuzeit | 60885              |           |      |
| Carzig (Lage)          | 1          | Schlachtfeld Neuzeit | 60886              |           |      |
| Carzig (Lage)          | 1          | Schlachtfeld Neuzeit | 60887              |           |      |
| Carzig (Lage)          | 1          | Mühle Neuzeit, Mühle deutsches Mittelalter                                                                                              | 60890              |           |      |
| Carzig (Lage)          | 1          | Siedlung Urgeschichte | 60922              |           |      |
| Carzig (Lage)          | 1          | Schlachtfeld Neuzeit | 60365              |           |      |
| Carzig, Mallnow (Lage) | 1, 1       | Siedlung Eisenzeit | 60216              |           |      |
| Niederjesar (Lage)     | 5, 6       | Siedlung Eisenzeit, Siedlung römische Kaiserzeit, Siedlung slawisches Mittelalter                                                       | 60419              |           |      |
| Niederjesar (Lage)     | 1, 3, 4, 5 | Dorfkern Neuzeit, Dorfkern deutsches Mittelalter                                                                                        | 60422              |           |      |
| Niederjesar (Lage)     | 1          | Siedlung Urgeschichte | 60423              |           |      |